# Lino Mosca
Pour les articles homonymes, voir Mosca.
Lino Baldassarre Giovanni Battista Cirvella Mosca, plus connu sous le nom de Lino Mosca (né le 27 août 1907 à Campiglia Cervo dans le Piémont et mort le 15 février 1992) est un joueur de football italien, qui jouait en tant que milieu de terrain.

## Biographie
Mosca joue en faveur de 4 clubs : Biellese, la Juventus (avec qui il dispute son premier match le 5 mai 1929 lors d'un 1-1 contre Brescia), l'US Cremonese et Cusiana Omegna.
Son seul trophée est un scudetto remporté en 1930-31 avec la Juve.

## Palmarès
Juventus
- Championnat d'Italie (1) :
  - Champion : 1930-31.